# Jeunesse estudiantine catholique de Côte d'Ivoire
Pour les articles homonymes, voir JEC (homonymie).
La Jeunesse étudiante catholique plus communément appelée (JEC) de Côte d'Ivoire est un mouvement d'élèves et étudiants répandu dans le monde et qui a pour objectifs de promouvoir une plus grande responsabilisation des jeunes dans les milieux scolaires et universitaires, de sensibiliser ses membres aux questions sociales et d'assurer leur accompagnement dans la foi chrétienne. Cette organisation est issue et s'inspire, sur le plan international, du mouvement créé en 1928 dans la mouvance du catholicisme social à l'initiative du Père Joseph Cardjin.

## Historique
Le mouvement de la Jeunesse étudiante catholique (J.E.C.) a été introduit en Côte d'Ivoire, à Bingerville, en 1949 par le Père André Lombardet, prêtre de la Société des missions africaines. Le 24 juillet 1956, l'organisation se scinde en deux branches distinctes : La Jeunesse étudiante catholique fille (JEC F) et La Jeunesse étudiante catholique garçon (JEC G). Une troisième branche, la Jeunesse étudiante catholique (JEC U), naît en 1964 à la faveur de la création de l'université d'Abidjan.
Les remous socio-politique des années 1990 avec leurs incidences scolaires et universitaires, avaient milité pour le retrait dans les paroisses. Depuis 2006, au moyen Séminaire de Yopougon, la JEC de Côte d'Ivoire est représentée par une seule structure nationale dénommée: JEC CI (rapport du conseil National de la réunification, 2006, Bureau National JEC). Elle connait depuis lors une forte remobilisation du mouvement pour la reconquête des sites universitaires et collégiens.

## Méthode de travail
La méthode de travail de la JEC s'articule autour de trois notions: VOIR-JUGER-AGIR .

## Les instances de la JEC ivoirienne
La JEC-CI à l'instar de toute association qui se respecte est hiérarchisée , on retrouve :
- Le Bureau National
- Les Bureaux diocésains
- Les Bureaux régionaux
- Les Bureaux de section
- Les équipes de base